# Elenia górska
Elenia górska (Elaenia frantzii) – gatunek małego ptaka z rodziny tyrankowatych (Tyrannidae). Występuje w Ameryce Centralnej i północnej Ameryce Południowej. Nie jest zagrożony wyginięciem.

## Taksonomia
Po raz pierwszy gatunek opisał George Newbold Lawrence w 1865 na łamach Annals of the Lyceum of Natural History of New York. Holotyp pochodził z Kostaryki. Autor nadał nowemu gatunkowi nazwę Elaenia frantzii. Nazwa ta jest obecnie (2021) utrzymywana przez Międzynarodowy Komitet Ornitologiczny (IOC). Epitet gatunkowy frantzii upamiętnia A. von Frantziusa, odkrywcę gatunku. IOC wyróżnia 4 podgatunki, podobnie jak autorzy Handbook of the Birds of the World.

## Podgatunki i zasięg występowania
IOC wyróżnia następujące podgatunki:
- E. f. ultima Griscom, 1935 – stan Chiapas (południowy Meksyk), Gwatemala, Salwador i Honduras[5]
- E. f. frantzii Lawrence, 1865 – elenia górska[3] – Nikaragua, Kostaryka i zachodnia Panama[5][6]
- E. f. browni Bangs, 1898 – północna Kolumbia (góry Sierra Nevada de Santa Marta), północno-wschodnia Kolumbia i północno-zachodnia Wenezuela (góry Serranía de Perijá)[6]
- E. f. pudica Sclater, PL, 1871 – elenia dwupręga[3] – Andy Kolumbii i północno-zachodniej Wenezueli (na północ po stan Lara) oraz góry północnej Wenezueli[6]

## Morfologia
Długość ciała wynosi około 14 cm, masa ciała 17 g. W upierzeniu dymorfizm płciowy nie występuje. Głowa zaokrąglona, barwy brązowooliwkowej, podobnie jak grzbiet. Tęczówka ciemnobrązowa, widoczna wąska, jasnocytrynowa obrączka oczna. Dziób czarny; nasada żuchwy jasna, różowawa. Gardło i pierś szarooliwkowe, dziób i pokrywy podogonowe jasnocytrynowe. Skrzydła popielate; odznaczają się żółtawe paski skrzydłowe. Krawędzie lotek żółtawe, a w przypadku lotek III rzędu – białawe. Nogi czarniawe. Przedstawicieli E. f. pudica cechują mniejsze rozmiary, ciemniejszy wierzch ciała i jaśniejszy spód. Ptaki z podgatunku E. f. browni mają jaśniejszy wierzch ciała i są mniejsze niż te z podgatunku nominatywnego, natomiast reprezentantów E. f. ultima wyróżnia ciemniejsze upierzenie.

## Ekologia i zachowanie
Środowiskiem życia elenii górskich są świetliste, wilgotne lasy, obrzeża lasów, zarośla wtórne i tereny rolnicze z porozrzucanymi drzewami i krzewami. Odnotowywane były na wysokości 750–3600 m n.p.m. Ich pożywienie stanowią owoce i owady. Okres lęgowy w Kostaryce trwa od marca do listopada; w Kolumbii obserwowano pisklęta w sierpniu. 

## Status
IUCN uznaje elenię górską za gatunek najmniejszej troski (LC, Least Concern) nieprzerwanie od 1988 (stan w 2020). Liczebność populacji nie została oszacowana, ale ptak ten opisywany jest jako pospolity. Trend liczebności populacji uznawany jest za stabilny.